# Lemma von Riesz
Das Lemma von Riesz (auch Satz vom fast orthogonalen Element), benannt nach dem ungarischen Mathematiker Frigyes Riesz, ist ein Satz der Funktionalanalysis über
abgeschlossene Unterräume von
normierten Räumen.

## Aussage
Gegeben seien ein normierter Raum {\displaystyle X}, ein abgeschlossener echter Untervektorraum
{\displaystyle U} von {\displaystyle X} und eine reelle Zahl {\displaystyle 0<\theta <1}.
Dann existiert ein Element {\displaystyle {\hat {x}}\in X} mit {\displaystyle \|{\hat {x}}\|=1}, so dass gilt:
{\displaystyle \mathrm {d} ({\hat {x}},U)=\inf _{u\in U}\|{\hat {x}}-u\|\geq \theta }.
Ist {\displaystyle U} endlichdimensional oder allgemeiner reflexiv, dann kann {\displaystyle \theta =1} gewählt werden.

## Motivation
In einem endlichdimensionalen euklidischen Raum gibt es zu jedem echten Teilraum {\displaystyle U} einen darauf senkrecht stehenden Einheitsvektor {\displaystyle x}. Der Abstand eines beliebigen Punktes {\displaystyle u} aus {\displaystyle U} zu {\displaystyle x} beträgt dann mindestens eins, der Wert eins wird exakt für {\displaystyle u=0} angenommen.
In einem normierten Raum ist der Begriff des „Senkrechtstehens“ im Allgemeinen nicht definierbar. Insofern ist die Formulierung des Lemmas von Riesz eine sinnvolle Verallgemeinerung. Auch ist es nicht selbstverständlich, dass außerhalb eines Teilraumes noch Vektoren mit positivem Abstand zu diesem existieren.

## Beweisskizze
Es gibt einen Punkt {\displaystyle w} außerhalb des echten Teilraumes {\displaystyle U}. Da {\displaystyle U} abgeschlossen ist, muss der Abstand von {\displaystyle w} zu {\displaystyle U} positiv sein. Sei ein {\displaystyle 0<\theta <1} vorgegeben und {\displaystyle u_{0}} ein Punkt in {\displaystyle U} mit
{\displaystyle 0<\mathrm {d} (w,U)\leq \|w-u_{0}\|<{\frac {1}{\theta }}\mathrm {d} (w,U)}.
Ein solches {\displaystyle u_{0}} existiert stets, da zwar {\displaystyle \mathrm {d} (w,U)}, nicht aber {\displaystyle {\frac {1}{\theta }}\mathrm {d} (w,U)} eine untere Schranke der Abstände von {\displaystyle w} zu Punkten aus {\displaystyle U} ist.
Wähle als Element {\displaystyle {\hat {x}}\in X}:
{\displaystyle {\hat {x}}:={\frac {w-u_{0}}{\|w-u_{0}\|}}}
Dieses ist normiert per Konstruktion.
Für ein beliebiges {\displaystyle u\in U} gilt:
{\displaystyle \|{\hat {x}}-u\|=\left\|{\frac {w-u_{0}}{\|w-u_{0}\|}}-u\right\|={\frac {1}{\|w-u_{0}\|}}\cdot \|w-\underbrace {u_{0}-\|w-u_{0}\|\cdot u} _{\in U}\|\geq {\frac {\mathrm {d} (w,U)}{\|w-u_{0}\|}}\geq \theta }.
Für den Abstand gilt also:
{\displaystyle \mathrm {d} ({\hat {x}},U)\geq {\frac {\mathrm {d} (w,U)}{\|w-u_{0}\|}}\geq \theta }.

## Folgerungen
Aus dem Lemma von Riesz folgt, dass jeder normierte Raum, in dem die abgeschlossene Einheitskugel kompakt ist, endlichdimensional sein muss. Auch die Umkehrung dieses Satzes ist richtig (Kompaktheitssatz von Riesz).
Sei {\displaystyle X} ein unendlichdimensionaler Banachraum, dann enthält die Einheitskugel eine abzählbare Folge disjunkter offener Kugeln mit gleichem Radius. Beweisskizze: Sei {\displaystyle x_{1}\in X} mit {\displaystyle \|x_{1}\|=1} und {\displaystyle U_{1}=\operatorname {span} \{x_{1}\}}. Wendet man nun das Lemma von Riesz an, dann existiert für {\displaystyle 0<\varepsilon <1} ein Punkt {\displaystyle x_{2}\in X} mit {\displaystyle \|x_{2}\|=1} und {\displaystyle d(x_{2},U_{1})\geq 1-\varepsilon }. Man wiederholt das Lemma von Riesz für {\displaystyle U_{2}=\operatorname {span} \{x_{1},x_{2}\}} und dann sukzessive für {\displaystyle U_{3}=\operatorname {span} \{x_{1},x_{2},x_{3}\}} usw. Wählt man nun {\displaystyle \varepsilon ={\tfrac {1}{4}}}, dann bildet die Folge {\displaystyle {\tfrac {3}{4}}x_{1},{\tfrac {3}{4}}x_{2},\ldots } die Mittelpunkte der Bälle.